# Mefenesina
La mefenesina es un relajante muscular de acción central que puede ser usado como antídoto para el envenenamiento por estricnina. Produce relajación muscular sin pérdida del conocimiento, de efecto superficial y parecido al curare, pero no por bloqueo de la unión neuromuscular sino por la depresión selectiva de la transmisión de reflejos por la médula espinal.

## Descripción
Polvo blanco, cristalino y de sabor amargo, produciendo entumecimiento o anestesia de la lengua.

## Toxicología
Es especialmente peligroso y potencialmente fatal en combinación con alcohol y otros depresores. Fue usado por el Dr. Bernard Ludwig y el Dr. Frank Milan Berger para sintetizar meprobamato, el primer tranquilizante de uso clínico extendido. La mefenesina ya no está disponible en Norteamérica pero se usa en Francia, Italia y algunos otros países. Ha sido reemplazado por el metocarbamol que tiene mejor absorción. La mefesina puede ser un antagonista de los receptores NMDA.
Debido a sus beneficiosos efectos contra el espasmo muscular y los movimientos involuntarios de las enfermedades de los ganglios basales, se ha prescrito con éxito en el tratamiento sintomático de ciertos pacientes con hemiplejía, paraplejía y diplejía, en la parálisis cerebral espástica, esclerosis múltiple, parkinsonismo y espasmo de la artritis reumatoide; en el control de las convulsiones tetánicas, espondilitis y hernia discal y bursitis. También se usa para el tic facial, dolor o inquietud postoperatoria causados por espasmos, en ciertas formas de epilepsia y para aliviar el dolor talámico. Por sus efectos sedantes ha dado buenos resultados en el tratamiento de los alcohólicos. Asimismo se ha usado para obtener relajación muscular en la anestesia quirúrgica, sobre todo en las intervenciones ortopédicas, pero su empleo va decreciendo porque se precisa de grandes concentraciones y porque, a más de 2 por 100, puede producir hematuria. Tiene, además, una acción anestésica local.